# جونيور كاريوكا
جونيور كاريوكا (بالبرتغالية: José Antônio de Miranda da Silva Júnior‏) هو لاعب كرة قدم برازيلي في مركز الوسط، ولد في 27 أبريل 1985 في ريو دي جانيرو في البرازيل. لعب مع أتلتيكو مينيرو وغريميو بورتو أليغرينزي ونادي فلامنغو.

## وصلات خارجية
- جونيور كاريوكا على موقع قاعدة بيانات كرة القدم.إي يو (الإنجليزية)
- جونيور كاريوكا على موقع Soccerway.com (الإنجليزية)